# Giuseppe Baldo
Giuseppe Baldo (27 de julho de 1914 - 31 de julho de 2007) foi um futebolista italiano que competiu nos Jogos Olímpicos de 1936.
Ele era um membro da equipe italiana, que ganhou a medalha de ouro no torneio de futebol.